# Vierde Macedonische Oorlog
De Vierde Macedonische Oorlog was een oorlog tussen Macedonië en het Romeinse Rijk. Deze oorlog vond plaats tussen 149 en 148 v.Chr. en werd uiteindelijk gewonnen door de Romeinen.
Twee jaar later werd er een Romeinse provincie Macedonië opgericht, waaronder het gebied Macedonië kwam te vallen.
Eerste (215/214 - 205 v.Chr.) · Tweede (200-197 v.Chr.) · Derde (171-168 v.Chr.) · Vierde (149-148 v.Chr.)